# Arkusjärvi
Arkusjärvi är en sjö i kommunen Parikkala i landskapet Södra Karelen i Finland. Sjön ligger 70,4 meter över havet. Den är 14,06 meter djup. Arean är 1,1 kvadratkilometer och strandlinjen är 4,45 kilometer lång. Sjön  ingår i Hiitolanjokis huvudavrinningsområde.   Den ligger omkring 87 km nordöst om Villmanstrand och omkring 290 km nordöst om Helsingfors. 